# الرين الأعلى
الرين الأعلى، هي قرية من فئة (أ) تقع في محافظة الرين، والتابعة لمنطقة الرياض في السعودية. وتبعد الرين الأعلى عن محافظة الرين بمسافة تقارب () كم.